# 해남 미황사 괘불탱
해남 미황사 괘불탱(海南 美黃寺 掛佛幀)은 대한민국 전라남도 해남군 미황사에 있는 조선시대의 탱화이다. 2002년 7월 2일 대한민국의 보물 제1342호로 지정되었다.

## 개요
괘불이란 절에서 큰 법회나 의식을 행하기 위해 법당 앞뜰에 걸어놓고 예배를 드리는 대형 불교그림을 말하는데, 미황사 괘불탱은 화면 가득히 본존불을 배치하고, 아랫부분에 용왕과 용녀의 모습을 그렸다. 크기는 길이 1170cm, 폭 486cm로, 화면 가득히 본존불을 강조한 뒤, 아랫부분에 용왕과 용녀의 모습을 그렸다. 본존의 얼굴은 귀·눈·입·코 등이 작으며, 정수리 부분에 상투 모양의 육계가 뚜렷하게 표현되어 있다. 머리에는 작은 소라 모양의 머리칼이 윤곽선만 표현되었고, 중앙계주와 정상계주가 큼직하게 묘사되었다. 안에 입은 옷은 가슴을 드러내어 허리부분에서 띠매듭을 묶었고, 옷은 격자무늬를 장식하여 18세기 후반기 그림에서 보이는 문양을 엿볼 수 있다.
이 괘불은 조선 영조 3년(1727)에 탁행·설심·희심·임한·민휘·취상·명현 등이 그렸는데, 본존불을 크게 강조한 독특한 구성을 하고 있다. 또한 녹색과 적색의 밝은 선염(渲染)과 녹두색·분홍·황토색이 사용되어 은은하면서도 환상적인 세계를 보여주는 뛰어난 작품으로 평가된다.

## 보물 지정사유
1727년에 탁행(琢行)·설심(雪心)·희심(喜心)·임한(任閑)·민휘(敏輝)·취상(就詳)·명현(明現) 등이 조성한 것으로 본존은 좌상의 그림에서 보이는 이중윤광(二重輪光)을 지고 있다.
얼굴은 이목구비(耳目口鼻)가 작으며, 뾰족하게 솟은 육계에 윤곽선만 표현된 나발의 머리칼에 중앙 계주와 정상계주가 큼직하게 묘사되었다. 승각기는 가슴을 드러내어 허리 부분에서 띠매듭을 묶었고 불의(佛衣)는 격자문(格子文)을 장식하여 18세기 후반기 그림에서 보이는 문양을 엿볼 수 있다.
이 괘불은 화면 가득히 본존불을 강조한 뒤, 하단에 용왕과 용녀를 배치한 독특한 도상적인 특징을 보여준다. 채색은 녹색과 적색의 밝은 선염(渲染)과 녹두색·분홍·황토색의 사용으로 은은하면서도 환상적인 세계를 보여주는 수준작이다.

## 같이 보기
- 미황사

## 참고 자료
- 해남 미황사 괘불탱 - 국가유산청 국가유산포털